# Lassie hazatér (film, 2020)
A Lassie hazatér (eredeti cím: Lassie – Eine abenteuerliche Reise) 2020-ben bemutatott német kalandfilm Hanno Olderdissen rendezésében. A forgatókönyvet Jane Ainscough írta. A producerei Henning Ferber, Marcus Welke, Thomas Zickler és Christoph Fisser. A főszerepekben Nico Marischka, Sebastian Bezzel, Anna Maria Mühe, Bella Bading és Matthias Habich láthatók. A film zeneszerzője Enis Rotthoff. A film gyártója a Warner Bros. Film Productions Germany, a Henning Ferber Produktion és a Scoring Berlin, forgalmazója a Warner Bros. Pictures Germany.
Németországban 2020. február 20-án mutatták be a mozikban, Magyarországon 2020. március 12-én.

## Cselekmény
A tizenkét éves Florian, akit Flo-nak hívnak, szüleivel, Andreasral és Sandraval, valamint juhászkutyájával Lassie-vel él egy idilli faluban Németország déli részén. Flo és Lassie legjobb barátok. Miután Florian apja elvesztette munkáját, a családnak egy kisebb lakásba kell költöznie, ahová Lassie-t nem vihetik magukkal. Florian összetör.
Lassie új otthonra talál Graf von Sprengel és unokája, Priscilla mellett, akik Lassie-vel nyaralnak az Északi-tengeren. Miután a gondnok rosszul bánik Lassie-val, egy észrevétlen pillanatban elmenekült, és kalandos útra indul Dél-Németországba, hogy megtalálja Flo-t.

## Szereplők
| Szereplő               | Színész               | Magyar hang        |
| ---------------------- | --------------------- | ------------------ |
| Florian „Flo“ Maurer   | Nico Marischka        | Gáll Dávid         |
| Andreas Maurer         | Sebastian Bezzel      | Dévai Balázs       |
| Sandra Maurer          | Anna Maria Mühe       | Bánfalvi Eszter    |
| Priscilla von Sprengel | Bella Bading          | Engel-Iván Lili    |
| Graf von Sprengel      | Matthias Habich       | Hirtling István    |
| Butler Gerhardt        | Justus von Dohnányi   | Rába Roland        |
| Hinz                   | Christoph Letkowski   | Welker Gábor       |
| Sebastian von Sprengel | Johann von Bülow      | Makranczi Zalán    |
| Franka                 | Jana Pallaske         | Dobó Enikő         |
| Helene Haberl          | Sina Reiß             | Szabó Emília       |
| Frau Möller            | Sarah Camp            | Egri Márta         |
| Daphne Brandt          | Sina Bianca Hentschel | Mikecz Estilla     |
| Rendőr                 | Matouš Brichcin       | Formán Bálint      |
| Schäfer                | Luca Maric            | Papucsek Vilmos    |
| Tino                   | Max Angerer           | Berecz Kristóf Uwe |
| Ronny                  | Milton Welsh          | Jászberényi Gábor  |
| Maik                   | Jörg Rühl             | Hannus Zoltán      |

## Gyártás
A forgatás 2019. május 28-a és július 30-a között zajlott Berlinben, Brandenburgban, Schleswig-Holsteinben, Észak-Rajna-Vesztfáliában, Baden-Württembergben és Csehországban.  Többek között a Tatenhausen kastély és a Halle (Westphalia) klinikai központ épületei voltak.
A filmet a Henning Ferber Filmproduktions GmbH, az LCH Film, a Warner Bros. Filmproduktion GmbH, a Traumfabrik Babelsberg GmbH és a Südstern Film GmbH & Co. KG készítette.
A produkciót a Medienboard Berlin-Brandenburg GmbH, a Filmförderung Hamburg Schleswig-Holstein, a Film- und Medienstiftung NRW, a Medien- und Filmgesellschaft Baden-Württemberg, a német Filmförderfonds és a Cseh Állami Operatív Alap támogatta.
Ez a film a Lassie hazatér (1943) és Lassie (2005) című filmek remakeje.